# ازدواج با گروه تبهکاران
ازدواج با گروه تبهکاران (به انگلیسی: Married to the Mob) فیلمی در ژانر کمدی و محصول ۱۹۸۸ آمریکا به کارگردانی جاناتان دمی و بازی ستارگانی چون میشل فایفر و متیو موداین است.
فایفر در این فیلم، در نقشی متفاوت نسبت به نقش‌های پیشینش ظاهر شد. او نقش بیوه‌ای گنگستر را بازی کرد و نقش آفرینی‌اش تحسین منتقدان را به دنبال داشت. در نقطهٔ مقابل او موداین قرار داشت و نقش مأمور تحت پوشش اف‌بی‌آی را بازی می‌کرد که وظیفه‌اش تحقیق دربارهٔ ارتباطات مافیایی فایفر است. دین استاکول که نامزد جایزه اسکار بهترین بازیگر نقش مکمل مرد نیز شد، نقش رئیس بی‌ثبات اراذل را که عاشق آنجلا هست بازی کرد.
هم پیمان با ازدحام به‌طور گسترده با نظر مثبت منتقدان رو به رو شد و توانست امتیاز ۸۹٪ را از راتن تومیتوز و ۷۱ را از متاکریتیک کسب کرد.
| بازیگر                       | جایزه                                 | نامزد       | نتیجه                                    |
| ---------------------------- | ------------------------------------- | ----------- | ---------------------------------------- |
| جوایز آکامی                  | بهترین بازیگر نقش مکمل مرد            | دین استاکول | نامزد شده                                |
| جایزه گلدن گلوب              | بهترین بازیگر زن فیلم موزیکال یا کمدی | میشل فایفر  | نامزد شده                                |
| حلقه منتقدان فیلم شهر کانزاس | بهترین بازیگر نقش مکمل مرد            | دین استاکول | برنده (به همراه مارتین لاندو و تام کروز) |
| جامعه ملی منتقدان فیلم       | بهترین بازیگر نقش مکمل مرد            | دین استاکول | برنده                                    |
| جامعه ملی منتقدان فیلم       | بهترین بازیگر نقش مکمل زن             | مرسدس روئل  | برنده                                    |
| حلقه منتقدان فیلم نیویورک    | بهترین بازیگر نقش مکمل مرد            | دین استاکول | برنده                                    |

## بازیگران
- میشل فایفر در نقش آنجلا دی مارکو
- متیو موداین در نقش مأمور مایکل «مایک» داونی
- دین استاکول در نقش تونی «تونی ببره» روسو
- مرسدس روئل در نقش کونیه روسو